# 刘益春
刘益春（1962年—），男，汉族，吉林辉南人，中华人民共和国光电功能材料与器件专家，第十二、十三届全国人民代表大会吉林地区代表。从事纳米电子学材料与器件的研究工作。

## 生平
毕业于东北师范大学和中国科学院长春光学精密机械与物理研究所凝聚态物理专业。后任吉林大学化学系博士后。2004年1月任东北师范大学副校长；2012年4月任东北师范大学校长。2013年，被选为全国人大代表。2018年2月24日，当选为第十三届全国人大代表。